# Collectie Landschapskunst Flevoland

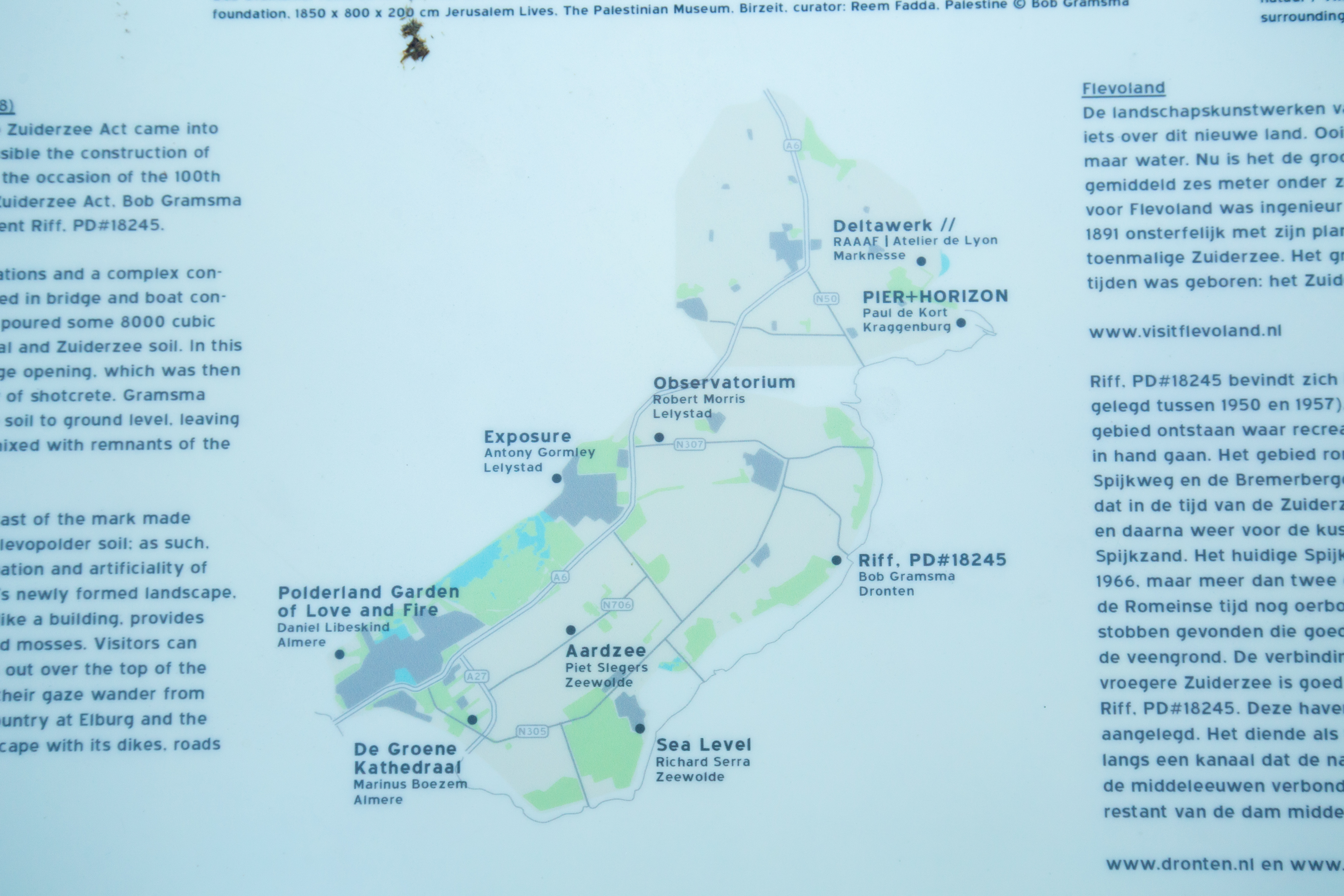
Een overzichtskaart op een informatiebord met de locaties van de 9 kunstwerken.

De Collectie landschapskunst Flevoland is een collectie van tien landschapskunstwerken in de Nederlandse provincie Flevoland. De land artkunstwerken refereren aan een aspect van Flevoland en zijn te vinden in de openbare ruimte, verspreid over de hele provincie: in Almere, Lelystad, Dronten, Kraggenburg, Marknesse en Zeewolde. De collectie is in beheer en in eigendom van gemeenten en landschapsbeheerders. 
Voor voorlichting over de kunstwerken is de stichting Land Art Flevoland opgericht, die hierin ondersteund wordt door de provincie.

## Geschiedenis
Het eerste landschapskunstwerk in Flevopolder werd in 1977 geopend: Observatorium van de Amerikaanse kunstenaar Robert Morris. Het kunstwerk was oorspronkelijk gemaakt voor Sonsbeek, maar moest daar wijken en werd door de Rijksdienst voor de IJsselmeerpolders gereconstrueerd in Flevoland. Het achtste kunstwerk Riff, PD#18245 werd op 12 oktober 2019 ter gelegenheid van 100 jaar Zuiderzeewet opengesteld voor het publiek.

## Kunstwerken

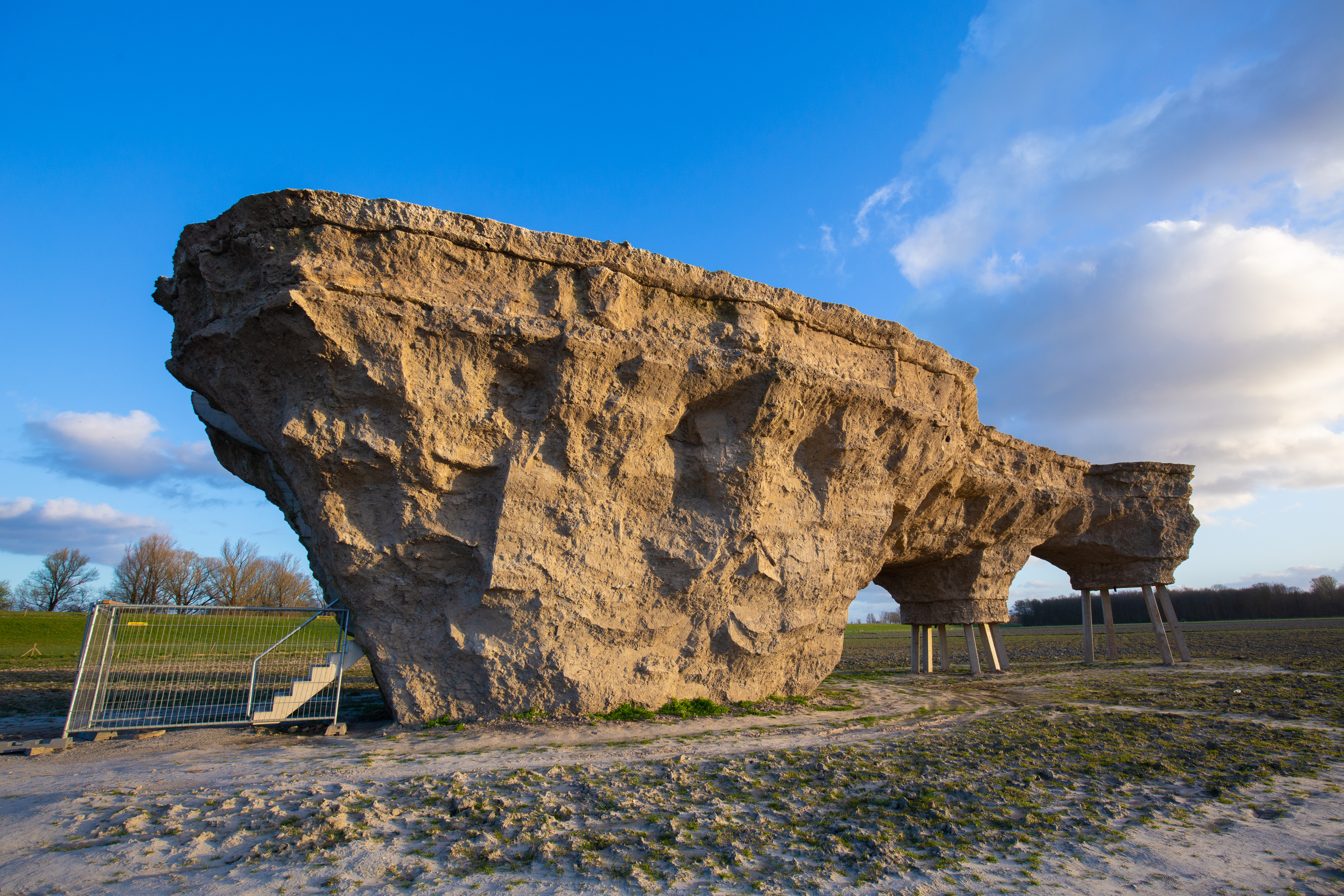
Riff, PD#18245, een kunstwerk in Biddinghuizen dat onderdeel is van Land Art Flevoland.

De collectie bevat de volgende tien kunstwerken:
- Observatorium (1977) van Robert Morris in Lelystad
- Aardzee (1982) van Piet Slegers in Zeewolde
- Engelen/Angels (1984) van Moniek Toebosch op de Houtribdijk
- Sea Level (1996) van Richard Serra in Zeewolde
- De Groene Kathedraal (1996) van Marinus Boezem in Almere
- Polderland Garden of Love and Fire (1997) van Daniel Libeskind in Almere
- Exposure (2010) van Antony Gormley in Lelystad
- PIER+HORIZON (2016) van Paul de Kort bij Kraggenburg
- Deltawerk // (2018) van RAAAF en Atelier de Lyon in het Waterloopbos, Marknesse
- Riff, PD#18245 (2019) van Bob Gramsma in Biddinghuizen